# بیدک (دماوند)
بیدک روستایی از توابع بخش مرکزی شهرستان دماوند در استان تهران ایران است.
مردم این روستا از قومیت طبری هستند و به زبان طبری دماوندی که گویشی از زبان مازندرانی می‌باشد صحبت می‌کنند. مردمان محلی به علت وجود ریشه عرب در خونشان از بیدک به عنوان بیدکستان سعودی نیز یاد می کنند. بعضی داستان های محلی و شعر های رایج میان بیدکی ها مانند <<بیدک ریکا شیمیل بِمو طاس تاسکین بی مو بِمو>> دشمنی و کینه آنها را از تاسکین و تاسکینی ها ذکر می کند.

## جمعیت
این روستا در دهستان جمع‌آبرود قرار دارد و براساس سرشماری مرکز آمار ایران در سال ۱۳۹۰، جمعیت آن ۳۲۱ نفر (۹۳خانوار) بوده‌است.